# Rafael Pérez Pareja
Rafael Pérez Pareja (Quito, 1836-Quito, 1897). Notable figura pública del Ecuador, en el siglo XIX, por sus relevantes méritos ciudadanos. Simpatizante del progresismo. Integrante del Gobierno de la Restauración o Pentavirato Quiteño. Presidente encargado de Ecuador desde el 15 de octubre al 23 de noviembre de 1883. Vicepresidente del Ecuador de 1883 a 1884. Hijo de José María Félix Pérez Calisto y Muñoz, caballero de Primera Clase de la Real Orden Americana de Isabel la Católica, y de Leonor de Pareja y Arteta. Por parte de su padre, era descendiente de los Marqueses de Casa Fiel Pérez Calisto.
Casó el 25 de septiembre de 1850 con Antonia Chiriboga y Muñoz.
Fue tío materno y suegro del eminente jurisconsulto, político, literato y maestro Luis Felipe Borja Pérez (padre).
Luchó fervientemente contra la dictadura de Ignacio de Veintemilla.

## Funciones públicas desempeñadas
Jefe militar de la provincia desde el 14 de enero al 15 de octubre de 1883; miembro del Gobierno de la Restauración o Pentavirato Quiteño, que gobernó el Ecuador entre el 14 de enero al 15 de octubre de 1883; para luego ser presidente interino de Ecuador como miembro del pentavirato que gobernó el país entre el 15 de octubre y el 23 de noviembre de 1883, junto con Pablo Herrera González, Luis Cordero Crespo, Pedro Ignacio Lizarzaburu y Borja y Agustín Guerrero Lizarzaburu. Fue vicepresidente del Ecuador del 15 de octubre de 1883 al 10 de febrero de 1884.